# Средиземноморская полярная акула
Средиземноморская полярная акула, или длиннорылая полярная акула (лат. Somniosus rostratus) — вид рода полярных акул семейства сомниозовых акул отряда катранообразных. Обитает в восточной части Атлантического океана и Средиземном море. Встречается на глубине до 2220 м. Максимальный зарегистрированный размер 143 см. Размножается яйцеживорождением. Не представляет интереса для коммерческого рыболовства.

## Таксономия
Впервые вид был научно описан в 1827 году. Голотип не назначен. Длиннорылых полярных акул часто путают с другими представителями рода полярных акул. После признания в 2004 году лат. Somniosus longus отдельным видом ареал длиннорылых акул сократился до северо-восточной части Атлантического океана и Средиземного моря. Записи, свидетельствующие о присутствии этого вида в Тихом океане, ошибочны. Видовой эпитет происходит от слова лат. rostrum — «клюв».

## Ареал
Длиннорылые полярные акулы обитают в северо-восточной части Атлантического океана у берегов Мадейры, Канарских островов, Португалии, Франции и в Средиземном море от Балеарского моря у побережья Франции, Испании, в Лигурийском море на севере Италии, у берегов Сицилии и Израиля. Есть отдельные записи, свидетельствующие о присутствии этих акул в северо-западной части Атлантического океана в водах Кубы. Эти акулы встречаются у дна на континентальном и островном шельфе и в верхней части материкового склона на глубине от 180 до 2200 м.

## Описание
Максимальный зарегистрированный размер составляет 143 см. Рыло короткое и закруглённое. Расстояние от кончика рыла до оснований грудных плавников у особей размером свыше 70 см составляет 20—23 % от длины тела. Шипы у основания обоих спинных плавников отсутствуют. Первый спинной плавник расположен ближе к грудным, нежели к брюшным плавникам. Расстояние между основаниями второго спинного и хвостового плавника равно или превышает дистанцию между кончиком рыла и второй жаберной щелью. У основания хвостового плавника имеются короткие латеральные кили. Хвостовой стебель короткий. Расстояние между основаниями второго спинного и хвостового плавника равно удвоенной длине основания второго спинного плавника. Тело покрыто плоскими и широкими плакоидными чешуйками, придающими коже гладкий вид.

## Биология
Длиннорылые полярные акулы размножаются яйцеживорождением. В помёте 8—17 новорожденных длиной 21—28 см. Самцы и самки достигают половой зрелости при длине 71 и 80 см, соответственно. Рацион состоит из донных рыб и головоногих.

## Взаимодействие с человеком
Вид не представляет интереса для коммерческого промысла. Иногда в качестве прилова попадает в глубоководные ярусы и донные тралы. В Средиземном море пойманных акул выбрасывают за борт, но уровень выживаемости, вероятно, невысок. Медленная скорость воспроизведения делает этих акул уязвимыми для перелова. Данных для оценки Международным союзом охраны природы статуса сохранности вида недостаточно.